# Natitingou
Natitingou er en by i det nordvestlige Benin, beliggende tæt ved grænsen til Togo, og tæt på landets kendte Penjari National Park. Byen  er hovedstad i departementet Atakora og har et indbyggertal på cirka 46.714 mennesker år 2006, og totalt 87.341 i hele kommunen.